# Rhys Chatham

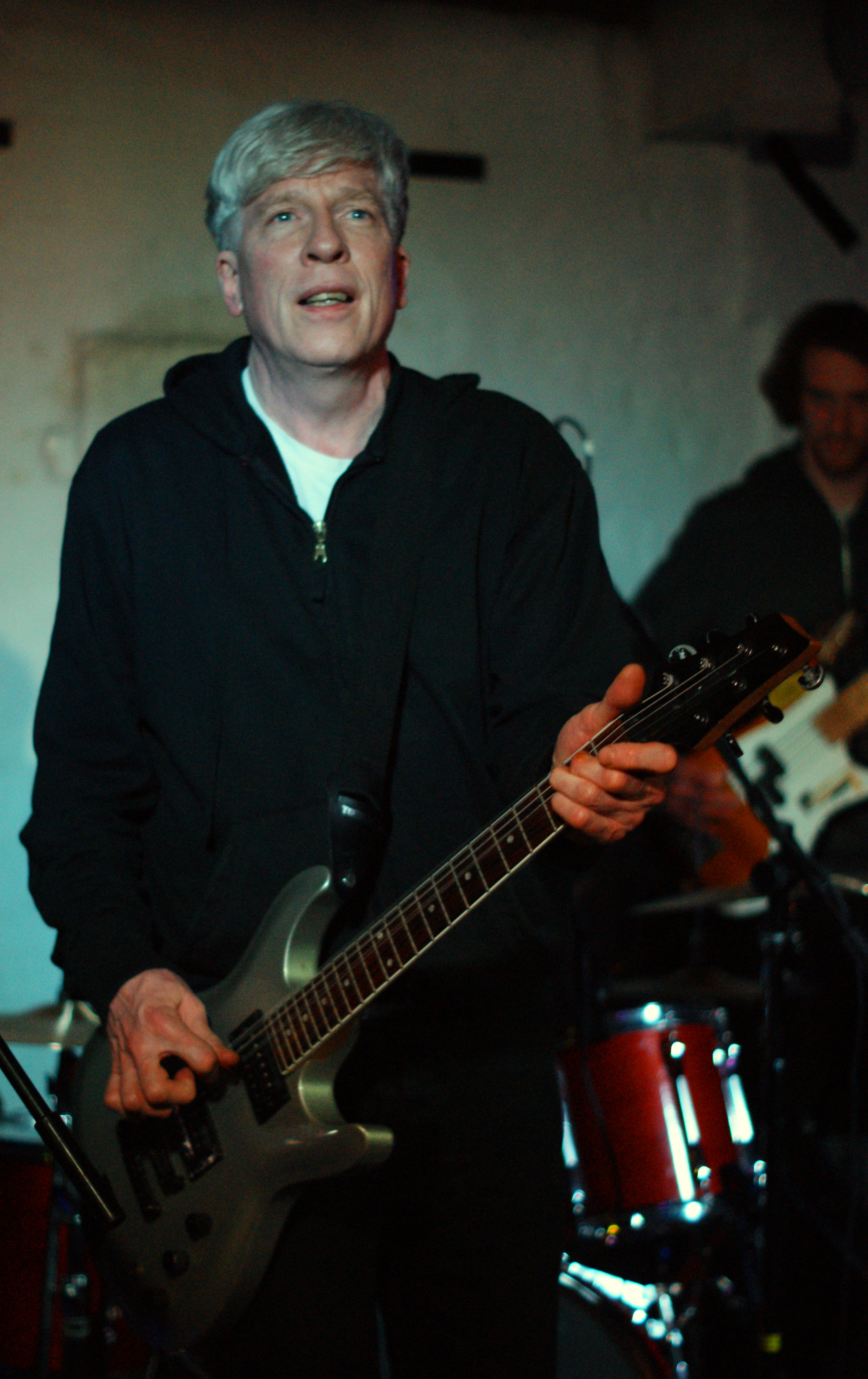
Rhys Chatham (2011)

Rhys Chatham (* 19. September 1952 in New York) ist ein US-amerikanischer Komponist und Musiker (Gitarre und Trompete).
Chatham wird der zweiten Generation des Post-Minimalismus, die auch als Totalismus bezeichnet wird, zugerechnet. Diese Richtung knüpfte an die Minimal Music der 1960er und 1970er Jahre an; ihr Kennzeichen ist eine gegenüber dieser deutlich erhöhte rhythmische und klangliche Komplexität bei einer ansonsten repetitiven Arrangementstruktur. Bekannt wurde Chatham vor allem für seine Fusionen zwischen Rockmusik und minimalistischen Elementen, sowie später für seine improvisatorischen Werke für Solotrompete.

## Leben und Werdegang
Chatham hatte bereits als Jugendlicher Kontakt zur Szene rund um den amerikanischen Minimalismus und arbeitete zunächst als Klavierstimmer für Komponisten wie La Monte Young. Bereits mit 19 Jahren wurde er Musikdirektor des alternativen Kulturzentrums The Kitchen in Manhattan. Gleichzeitig war er Schüler von Morton Subotnick und Tony Conrad. In dieser Zeit entstanden seine ersten Kompositionen, die stark vom Minimalismus beeinflusst waren. In der Folgezeit arbeitete er auch mit Musikern aus der alternativen Rockszene wie Brian Eno zusammen.
1977 kam es zu einem Wendepunkt in seiner Karriere, als er auf die aufkeimende Punkrock-Szene und insbesondere die Vertreter der als No Wave bezeichneten Musikrichtung stieß (die er mit Keshavan Maslak auch auf dem Moers Festival 1981 präsentierte). Von da an konzentrierten sich seine Aktivitäten auf Fusionen zwischen Rockmusik und Minimal Music. Sein bis heute bekanntestes Werk, Guitar Trio für drei E-Gitarren, entstand 1978. Das Stück experimentiert mit den Feedback-Klängen der Gitarren, die über die gesamte Länge des Stücks (30 Minuten) nur einen einzigen Ton ständig wiederholen. Ende der 1970er und Anfang der 1980er Jahre experimentierte er mit großen E-Gitarren-Orchestern, in Werken wie Drastic Classicism und Die Donnergötter (beide 1982).
1983 begann Chatham Trompete zu spielen, und in den Folgejahren konzentrierte er sich auf dieses Instrument. In den 1990er Jahren mischte er in zahlreichen Kompositionen Beats verschiedener Richtungen der elektronischen Tanzmusik (insbesondere Jungle und Drum and Bass) mit improvisierten und durch Feedback-Effekte verfremdeten Trompetensolos. Diese Werke fanden auch in die kommerzielle Elektronik-Szene Eingang und wurde zum Teil auf dem Label Ninja Tune veröffentlicht.
2005 komponierte er für das Nuit-blanche-Festival der Stadt Paris das Stück A Crimson Grail für 400 E-Gitarren. In den Folgejahren tourte er mit der Originalversion von Guitar Trio durch Europa und Nordamerika. Diese Aktionen führten zu einem Wiederaufflammen seiner Popularität in der zweiten Hälfte der 2000er Jahre.

## Aufführungen ‘G3 in Europe’
- Festival Desgressions – 7. März 2007, Barcelona, Spanien
- L’Ecole Régionale de Beaux Arts – 25., 26. April 2007, Valence, Frankreich
- Kosmische Club – 10. August 2007, Oslo, Norwegen
- ZXZW Independent Culture Festival – 22., 23. September 2007, Tilburg, Niederlande
- Festival Soy – 29. Oktober 2007, Nantes, Frankreich
- Galleria Toledo – 26. März 2008, Napels, Italien
- State-X Festival – 12. Dezember 2008, Den Haag, Niederlande

## Diskografie
- Factor X (LP), Moers Music 1983. Inhalt: For Brass (1982), Guitar Ring (1982), The Out Of Tune Guitar (1982), Cadenza (1981)
- Die Donnergötter (LP), Dossier Records / Homestead Records 1987. Inhalt: Die Donnergötter (1984–1986), Waterloo No. 2 (1986), Guitar Trio (1977), Drastic Classicism (1982)
- Neon (12", CDEP), Ntone 1997, Zusammenarbeit mit Martin Wheeler. Inhalt: Charm (1996), Ramatek (1994), Hornithology (1996), Neon (1993)
- Septile (12", CD EP), Ntone 1997 (Zusammenarbeit mit Jonathan Kane und DJ Elated System)
- Hardedge, The Wire Editions 1999 (Zusammenarbeit mit Pat Thomas, Gary Smith, Gary Jeff, Lou Ciccotelli)
- A Rhys Chatham Compendium (CD), Table of the Elements 2002. Inhalt: An Angel Moves Too Fast To See (1989) [Edit], Guitar Trio (1977) [Edit], Drastic Classicism (1982) [Edit], Two Gongs (1971) [Edit], Guitar Cetet (1977) [Bonustrack], Waterloo, No. 2 (1986) [Edit], Die Donnergötter (1985) [Originalversion]
- An Angel Moves Too Fast To See (Selected Works 1971–1989) (3-CD-Box), Table of the Elements 2002
  - CD 1: Two Gongs (1971)
  - CD 2: Die Donnergötter (1985), Waterloo, No. 2 (1986), Drastic Classicism (1982), Guitar Trio (1977), Massacre on MacDougal Street (1982)
  - CD 3: An Angel Moves Too Fast To See (1989),
- Echo Solo (LP), Azoth Schallplatten Gesellschaft 2003
- Three Aspects Of The Name (12"), Table of the Elements 2003
- An Angel Moves Too Fast To See (für 100 E-Gitarren, E-Bass und Schlagzeug) (LP, CD), Table of the Elements / Radium 2006
- Die Donnergötter (LP, CD), Table of the Elements / Radium 2006. Inhalt: Die Donnergötter (1985/86), Waterloo, No. 2 (1986), Drastic Classicism (1982), Guitar Trio (1977), Massacre on MacDougal Street (1982)
- A Crimson Grail (für 400 E-Gitarren), Table of the Elements 2007